# デオキシリモン酸A環ラクトナーゼ
デオキシリモン酸A環ラクトナーゼ(Deoxylimonate A-ring-lactonase、EC 3.1.1.46)は、以下の化学反応を触媒する酵素である。
デオキシリモン酸 + 水{\displaystyle \rightleftharpoons }デオキシリモン酸D環ラクトン
従って、基質はデオキシリモン酸と水の2つ、生成物はデオキシリモン酸D環ラクトンのみである。
この酵素は加水分解酵素に分類され、特にエステル結合に作用する。系統名は、デオキシリモン酸A環ラクトノヒドロラーゼ(deoxylimonate A-ring-lactonohydrolase.)である。